# آنجلا روگیرو
آنجلا روگیرو (انگلیسی: Angela Ruggiero؛ زادهٔ ۳ ژانویهٔ ۱۹۸۰) بازیکن هاکی روی یخ و مدیر ورزشی اهل ایالات متحده آمریکا بود.
وی همچنین برندهٔ جوایزی همچون تالار افتخارات هاکی شده‌است.